# Gonioma
Gonioma es un género de plantas fanerógamas de la familia Apocynaceae. Contiene dos especies originarias de Madagascar.

## Taxonomía
El género fue descrito por Ernst Heinrich Friedrich Meyer y publicado en Commentariorum de Plantis Africae Australioris 188. 1837.

## Especies
- Gonioma kamassi E.Mey.
- Gonioma malagasy Markgr. & Boiteau